# Smithwood Green
Smithwood Green – osada w Anglii, w hrabstwie Suffolk, w dystrykcie Babergh. Leży 27 km na zachód od miasta Ipswich i 94 km na północny wschód od Londynu.